# Wenmiao
Wenmiao (kinesiska: 文庙街道, 文庙) är en socken i Kina. Den ligger i provinsen Shandong, i den östra delen av landet, omkring 100 kilometer söder om provinshuvudstaden Jinan. Antalet invånare är 90 172. Befolkningen består av 43 788 kvinnor och 46 384 män. Barn under 15 år utgör 15,0 %, vuxna 15-64 år 77 %, och äldre över 65 år 6,0 %.
Genomsnittlig årsnederbörd är 737 millimeter. Den regnigaste månaden är juli, med i genomsnitt 241 mm nederbörd, och den torraste är januari, med 6 mm nederbörd.